# Chiruromys
Chiruromys (Thomas, 1888) è un genere di Roditori della famiglia dei Muridi.

## Descrizione

### Dimensioni
Al genere Chiruromys appartengono roditori di piccole dimensioni, con lunghezza della testa e del corpo tra 84 e 175 mm, la lunghezza della coda tra 128 e 245 mm e un peso fino a 122 g.

### Caratteristiche craniche e dentarie
Il cranio è largo con un rostro corto, le arcate zigomatiche estese, una regione intra-orbitale stretta, una scatola cranica completa ed un palato largo. La bolla timpanica è piccola e rotonda. I molari hanno una struttura complessa.
Sono caratterizzati dalla seguente formula dentaria:

### Aspetto
La pelliccia è lunga e morbida. gli occhi sono grandi e circondati da un anello di peli scuro. Il genere è adattato alla vita arboricola. La coda è prensile, con la parte terminale dorsale priva di peli e di scaglie. Le scaglie si sovrappongono ed hanno tre peli ciascuna. Le zampe sono corte e larghe. Il quinto dito è allungato, ma l'alluce non è opponibile. Le femmine hanno un paio di mammelle pettorali e due paia inguinali.

## Distribuzione
Questo genere è endemico della Nuova Guinea.

## Tassonomia
Il genere comprende 3 specie.
- Chiruromys forbesi
- Chiruromys lamia
- Chiruromys vates